# USS Thetis Bay (CVE-90)
El USS Thetis Bay (CVE-90) fue el trigésimo sexto de los cincuenta portaaviones de escolta clase Casablanca construidos para la Armada de los Estados Unidos durante la Segunda Guerra Mundial. Fue botado en marzo de 1944, puesto en servicio en abril y sirvió en el océano Pacífico, así como como vehículo de reabastecimiento en apoyo de los bombardeos navales aliados sobre Japón durante la Segunda Guerra Mundial. Después de la guerra, participó en la Operación Alfombra Mágica, antes de ser dada de baja en agosto de 1946, quedando suspendida en la Flota de Reserva del Pacífico. Fue reactivado en julio de 1956 y convertido en un portahelicópteros, sirviendo en Taiwán y Haití. Finalmente, fue desmantelado en 1966, siendo el último buque de la clase Casablanca en ser desguazado.
Se propuso su transferencia a la Armada Española, pero el portaaviones ligero USS Cabot (CVL-28), de la clase Independence, fue enviado en su lugar.